# U-18 (1935)
U-18 – niemiecki okręt podwodny typu IIB z okresu II wojny światowej. Zamówienie na budowę złożono 2 lutego 1935 roku w stoczni Germaniawerft w Kilonii. Stępkę położono 10 lipca. Okręt został zwodowany 7 grudnia 1935 roku, a wcielony do służby 4 stycznia 1936 roku pod dowództwem Kptlt. Hansa Pauckstadta. Do połowy 1942 roku okręt pływał na patrole na Bałtyku oraz Morzu Północnym, później przetransportowany nad Morze Czarne, w maju 1943 roku włączony w skład 30. Flotylli w Konstancy w Rumunii. Jednostka przeprowadziła 14 patroli bojowych, przebywając w morzu 287 dni. 25 sierpnia 1944 roku został zatopiony przez własną załogę niedaleko Konstancy.

## Historia
U-Boot przydzielony został do 1. Flotylli U-Bootów „Weddigen” w Kilonii. 20 listopada 1936 roku, w wyniku kolizji z torpedowcem T-156 okręt zatonął w Zatoce Lubeckiej – 8 marynarzy zginęło, 12 uratowano. 28 listopada okręt podniesiono i skierowano do remontu. Okręt ponownie wszedł do służby 30 września 1937 roku, a jego dowódcą został Kptlt. Heinz Beduhn. 4 października 1937 roku U-18 został przeniesiony do 3. Flotylli U-Bootów „Lohs” w Kilonii.
W trakcie kampanii wrześniowej U-18 pod dowództwem Kptlt. Bauera wraz z okrętami U-14 oraz U-22 został wykorzystany do blokowania Zatoki Gdańskiej. 22 sierpnia U-18 wypłynął z Kilonii i na środkowym Bałtyku pojawił się dzień później w ramach przygotowań do planu „Fall Weiß”, gdzie razem z U-14 i U-22 miał uczestniczyć w operacji „Transportübungen Lübeck” – opanowania Zatoki Gdańskiej. Ponieważ rozpoczęcie wojny przełożono z 26 sierpnia (z powodu podpisania 25 sierpnia polsko-brytyjskiego układu sojuszniczego) okręty zostały odwołane – wieczorem 25 sierpnia U-14, U-18 i U-22 otrzymały rozkaz wejścia do Kłajpedy.
- Patrol 1 (30.08.1939 – 07.09.1939)

30 sierpnia U-18 wypłynął z Kłajpedy w kierunku Zatoki Gdańskiej. 2 września, o godzinie 1.52 z pokładu U-Boota dostrzeżono polski okręt podwodny idący kursem północnym. Był to ORP „Żbik” który prowadził ładowanie akumulatorów. Kptlt. Bauer postanowił zaczekać z atakiem do świtu, jednak polski okręt zanurzył się alarmowo po tym, gdy obserwatorzy na pomoście „Żbika” wykryli U-18 (który został przez nich błędnie zidentyfikowany jako trałowiec).
3 września, o godzinie 3.55 ponownie dostrzeżono polski okręt podwodny idący kursem wschodnim – najprawdopodobniej był to ORP „Sęp”. Kptlt. Bauer zanurzył U-Boota do ataku, jednak przez peryskop nie był w stanie dostrzec celu. Tego samego dnia o godzinie 19.30 po raz kolejny dostrzeżono polski okręt podwodny idący kursem zachodnim, najprawdopodobniej ORP „Sęp”. Często podaje się, że był to ORP „Ryś”, jednak w chwili kontaktu ORP „Ryś” szedł kursem wschodnim w zanurzeniu i wynurzył się dopiero o 19.57 – w przeciwieństwie do Sępa, który szedł kursem zachodnim, wynurzywszy się o godzinie 19.15. U-18 wykonał zanurzenie alarmowe i o godzinie 19.51 wystrzelił pojedynczą torpedę, która jednak była niecelna (prawdopodobnie przeszła przed dziobem z powodu błędnych parametrów strzału). U-18 wynurzył się o godzinie 20.15, jednak polskiego okrętu już nie dostrzeżono. Kptlt. Bauer zaniechał poszukiwań z uwagi na konieczność naładowania rozładowanej baterii akumulatorów. Ponadto na zachód od pozycji U-18 znajdował się U-14 i istniała duża szansa, że to on przechwyci polski okręt (co też nastąpiło, lecz również nieskutecznie). 6 września U-18 otrzymał rozkaz powrotu do Świnoujścia, dokąd wszedł 7 września.
Następnie U-18 przeszedł do Kilonii. W trakcie przechodzenia przez Mały Bełt, 8 września, o godzinie 8.00 doszło do spotkania z powracającym do Kilonii U-14.
- Patrol 2 (14.09.1939 – 24.09.1939)

14 września 1939 roku okręt wyszedł z Kilonii na patrol z zadaniem blokady Wielkiego Bełtu, gdzie miał atakować brytyjskie okręty podwodne mające próbować przedrzeć się na Bałtyk. Nie odnosząc żadnych sukcesów w rejonie operacyjnym, 24 września powrócił do Kilonii.
- Patrol 3 (2.10.1939 – 19.10.1939)

2 października 1939 roku U-18 wyszedł z Kilonii z zadaniem atakowania brytyjskich okrętów w rejonie Orkadów. Na Morze Północne okręt przedostał się przez Kanał Kiloński. 12 października, w kwadracie AN45 doszło do spotkania z U-23. 19 października 1939 roku okręt powrócił do Kilonii.
Z końcem października 1938 roku U-18 został przydzielony do nowo utworzonej 24. Flotylli Szkoleniowej U-Bootów w Gdańsku, która prowadziła kursy dla przyszłych dowódców okrętów. Jednak z powodu niedostatecznej ilości frontowych okrętów podwodnych, U-18 do końca lutego 1940 roku wychodził na patrole bojowe.
- Patrol 4 (15.11.1939 – 23.11.1939)

15 listopada 1939 roku U-18 wypłynął z portu z zadaniem patrolowania północnych wybrzeży Szkocji.
16 listopada, o godzinie 14.24, w kwadracie AN 65 dostrzeżono nieprzyjacielski okręt podwodny idący na powierzchni (najprawdopodobniej był to HMS Sealion, patrolujący na Dogger Bank zachodnie podejście do wytrałowanego przejścia przez niemieckie pole minowe. W tym samym miejscu, na poprzednim patrolu, 6 listopada HMS Sealion wystrzelił salwę sześciu torped do U-21).
Wieczorem 18 listopada na pozycji 58°07′N 02°18′W (kwadrat AN 1864) natrafiono na niewielki parowiec. Był to brytyjski statek Parkhill, przewożący ładunek węgla z Blyth na Orkady. Wystrzelona o godzinie 20.45 torpeda G7e chybiła. Atak ponowiono pół godziny później – o godzinie 21.16 torpeda trafiła. Statek natychmiast zatonął, cała załoga (9 osób) zginęła (niektóre źródła podają, że ofiarą U-18 padł parowiec Wigmore, jednak analiza KTB, jak i raportów Admiralicji wykazuje, że Wigmore został storpedowany przez U-22).
20 listopada, o godzinie 1.09, w kwadracie AN 18, U-18 dostrzegł i zaatakował dwoma torpedami brytyjski tankowiec MV Athelking, który szedł z Invergordon do Methil w eskorcie niszczycieli HMS Isis i HMS „Inglefield”. Według zapisów KTB U-Boota obydwie torpedy trafiły w tankowiec, natomiast według relacji brytyjskich eksplodowała tylko jedna z torped – w śladzie torowym niszczyciela HMS Inglefield. 22 listopada okręt wszedł do Wilhelmshaven, natomiast dzień później przeszedł przez Kanał Kiloński do Kilonii.
Z końcem listopada doszło do zmiany na stanowisku dowódcy okrętu, które objął Oblt. Ernst Mengersen, natomiast Kptlt. Bauer objął dowództwo U-50. Na początku 1940 roku na U-18 został zaokrętowany Oblt. Ottokar Paulshen, który mając pełnić funkcję oficera wachtowego przygotowywał się do roli dowódcy okrętu.
- Patrol 5 (18.01.1940 – 28.01.1940)

18 stycznia 1940 roku U-18 wypłynął z Kilonii z zadaniem patrolowania rejonu pomiędzy Orkadami i wybrzeżem Norwegii. 23 stycznia, na północny zachód od Kinnairds Head (kwadrat AN 42) dostrzeżono norweski (wówczas jeszcze neutralny) parowiec Bisp. O godzinie 6.49 wystrzelono pierwszą torpedę G7e która chybiła. Wystrzelona o godzinie 7.01 druga torpeda trafiła statek, który w pół minuty zatonął. Cała załoga – 14 osób – zginęła (niektóre źródła – m.in. niemiecki historyk Jürgen Rohwer przypisują zatopienie statku Bisp U-23, natomiast U-18 miał zatopić norweski parowiec Varild, jednak w wyniku analizy KTB okrętów oraz raportów Admiralicji wydaje się dużo bardziej prawdopodobne, że Bisp został zatopiony przez U-18 natomiast Varild przez U-23).
O godzinie 7.25, w kwadracie AN 42 dostrzeżono kolejny samotny statek – tankowiec, w kierunku którego wystrzelono torpedę, która chybiła.
O godzinie 22.10, w kwadracie AN 41 dostrzeżono samotny frachtowiec – wystrzelona w jego kierunku torpeda również chybiła.
Ponieważ na pokładzie U-18 została tylko jedna torpeda, Oblt. Mengersen postanowił zakończyć patrol. 26 stycznia okręt wszedł do Wilhemshaven.
- Patrol 6 (11.02.1940 – 24.02.1940)

11 lutego 1940 roku, U-18 wyszedł z Wilhelmshaven z zadaniem patrolowania obszaru w rejonie Szetlandów i Orkadów. Wraz z okrętami U-13, U-14, U-19, U-22, U-23, U-57, U-60, U-61, U-62 i U-63 – w ramach operacji „Nordmark” tworzył linię rozpoznawczą – miały one powiadomić o wyjściu z baz na Orkadach brytyjskich okrętów wojennych. Operacja „Nordmark” była wypadem niemieckich ciężkich okrętów – pancerników Scharnhorst i Gneisenau oraz ciężkiego krążownika Admiral Hipper, a także trzech niszczycieli Wilhelm Heidkamp, Karl Galster i Wolfgang Zenker – przeciwko brytyjskiej żegludze pomiędzy Wielką Brytanią a Norwegią.
16 lutego, o godzinie 13.22 w kwadracie AN 41 okręt został zaatakowany przez samolot Hudson z 224 eskadry RAF, który zrzucił 4 bomby.
19 lutego, o godzinie 6.21, w kwadracie AN 16 dostrzeżono i zaatakowano przy użyciu jednej torpedy uzbrojony trawler. Torpeda chybiła.
20 lutego, o godzinie 0.21 dostrzeżono i zaatakowano przy użyciu jednej torpedy frachtowiec. Torpeda nie trafiła w cel.
23 lutego U-18 wszedł do bazy w Helgolandzie a 24 lutego przeszedł do Wilhelmshaven. 27 lutego U-18 wyruszył do Kilonii, do której wszedł dzień później.
Z dniem 28 lutego U-18 został przydzielony do 22. Flotylli Szkolnej, która mieściła się w Gdyni. W lipcu 1940 roku U-18 został przydzielony ponownie do 24. Flotylli Szkolnej, która w międzyczasie przeniosła się z Gdańska do Kłajpedy. 18 grudnia 1940 roku ponownie został przeniesiony do 22. Flotylli Szkolnej w Gdyni. Tam, w roli okrętu szkolnego pływał do sierpnia 1942 roku. W międzyczasie, 25 maja 1940 roku, niedaleko Kłajpedy, idący na głębokości peryskopowej U-18 został staranowany przez torpedowiec T-123 – uszkodzeniu uległ peryskop.
7 czerwca z pokładu schodzi Oblt. Ottokar Paulshen, by objąć samodzielne dowództwo na U-20.
3 września następuje zmiana dowódcy – Oblt. Ernst Mengersen przechodzi na U-143, natomiast na jego miejsce przychodzi Kptlt. Hans-Heinz Linder. 17 grudnia Kptlt. Linder schodzi z okrętu by przejść na U-96 znajdujący się pod dowództwem Kptlt. Heinricha Lehmann-Willenbrocka, gdzie uczestniczy w trzecim patrolu przygotowując się do samodzielnego objęcia okrętu. Natomiast na U-18 dowództwo obejmuje Kptlt. Ernst Vogelsang, który zajmował to stanowisko do 6 maja 1941 roku, kiedy to przeszedł na U-132. Na jego miejsce przyszedł Oblt. Hans-Achim von Rosenberg-Gruszcynski, który był dowódcą U-18 przez przeszło rok – do 31 maja 1942 roku, po czym objął samodzielne dowództwo na U-384.
1 czerwca, na U-18 dowódcą został Oblt. Friedrich-Wilhelm Wissmann, który pełnił tę funkcję do 18 sierpnia 1942 roku. Po zejściu z U-18 Oblt. Wissmann otrzymał dowództwo na U-518.
W połowie roku 1942 postanowiono skierować U-18 do służby na Morzu Czarnym. Okręt został przeniesiony z 22. Flotylli Szkolnej do 30. Flotylli Bojowej w Konstancy, która została utworzona w październiku 1942 roku. Pierwszym okrętem który do niej trafił (w październiku 1942 roku) był U-24. Ostatecznie składała się ona z sześciu U-Bootów typu IIB: U-9, U-18, U-19, U-20, U-23 i U-24. Znajdujący się w Kilonii U-18 został wycofany ze służby 18 sierpnia 1942 roku, a następnie w stoczni Deutsche Werke AG rozpoczęto demontaż części wyposażenia okrętu w ramach przygotowań do transportu nad Morze Czarne. Okręt przetransportowano na specjalnych pontonach Kanałem Kilońskim z Kilonii do Brunsbüttel, a następnie Łabą do Drezna. Stamtąd specjalnymi ciągnikami kadłub okrętu przewieziono autostradami do Ingolstadt. Stamtąd przy użyciu pontonów, przetransportowano okręt Dunajem do Galați w Rumunii, dokąd dotarł wiosną 1943 roku. W tamtejszej stoczni rzecznej zainstalowano zdemontowane w Kilonii wyposażenie. 6 maja 1943 roku okręt pod dowództwem Oblt. Karla Fleige ponownie został wcielony do służby i przydzielony do 30. Flotylli Bojowej w Konstancy.
7 maja okręt przeszedł do ujścia Dunaju i w Sulinie oczekiwał na okręty eskorty, które miały zabezpieczać jego przejście do Konstancy. Eskorta ostatecznie pojawiła się 11 maja.
Czarnomorskie U-Booty 30. Flotylli były wysyłane na patrole u wschodniego wybrzeża Morza Czarnego, w rejonie od Gelendżyku do Batumi.
- Patrol 7 (26.05.1943 – 9.06.1943)

26 maja 1943 roku U-18 wyszedł na swój pierwszy czarnomorski patrol w rejon pomiędzy Poti a Suchumi.
30 maja o godzinie 8.13 w kwadracie CL 9683 dostrzeżono i zaatakowano pojedynczą torpedą samotny radziecki parowiec. Torpeda chybiła celu a U-18 został zmuszony do odejścia przez ścigacze okrętów podwodnych.
31 maja o godzinie 16.34 w kwadracie CL 9316 doszło do spotkania z U-9.
3 czerwca, o godzinie 17.30 w kwadracie CL 9650 U-18 został zaatakowany przez dwa samoloty, które zrzuciły 4 bomby lotnicze. Okręt nie odniósł uszkodzeń.
4 czerwca, o godzinie 19.02 w kwadracie CL 96 U-18 został zaatakowany przez ścigacz okrętów podwodnych, który obrzucił okręt pięcioma bombami głębinowymi uszkadzając peryskop bojowy. W tej sytuacji dowódca zarządził powrót do Konstancy.
5 czerwca, pomiędzy 16.07 a 16.40 w kwadracie CL 9650 U-18 został zaatakowany przez naprowadzane przez samolot ścigacze okrętów podwodnych, które obrzuciły okręt 24 bombami głębinowymi.
7 czerwca, w kwadracie CL 8240 rozstrzelano z karabinu maszynowego dryfującą minę kotwiczną.
Okręt wszedł do Konstancy 9 czerwca o godzinie 16.05.
- Patrol 8 (16.06.1943 – 29.06.1943)

Na ponowny patrol – pomiędzy Tuapse a Lazarevskiy – okręt wyszedł 16 czerwca 1943 roku.
18 czerwca, o godzinie 16.12, w kwadracie CL 6476, dostrzeżono radziecki okręt podwodny, który ścigano do godziny 21.33, jednak nie udało się zająć pozycji do ataku.
23 czerwca, o godzinie 15.38, w kwadracie CL 9179 dostrzeżono i zaatakowano dwoma torpedami radziecki statek zidentyfikowany jako parowiec „Leningrad”. Według KTB zaobserwowano i zgłoszono zatopienie parowca. W rzeczywistości torpedy chybiły celu, a atakowaną jednostką był holownik „Petrash”. Parowiec „Leningrad” został zatopiony bombami lotniczymi 17 października 1941 roku niedaleko Eupatorii, po czym został podniesiony i skierowany na remont do stoczni w Batumi, gdzie nadal przebywał w czerwcu 1943 roku.
Tego samego dnia, o godzinie 20.34, w kwadracie CL 9176 wystrzelono pojedynczą torpedę w kierunku parowca Józef Stalin eskortowanego przez radziecki ścigacz okrętów podwodnych SKA-015 (prawdopodobnie typu MO), która chybiła celu (w KTB zanotowano trafienie).
25 czerwca U-18 próbował wejść na redę portu Suchumi, która okazała się pusta.
27 czerwca, o godzinie 18.26, w kwadracie CL 96 dostrzeżono radziecki okręt podwodny. Był to prawdopodobnie wychodzący z Oczamczyry na patrol u południowych wybrzeży Krymu M-111 – okręt podwodny typu Malutka.
28 czerwca, o godzinie 1.03, w kwadracie CL 9473 wykonano niecelny atak torpedowy na radziecki holownik Kafa (dwie torpedy chybiły). Ponieważ U-18 wystrzelił wszystkie znajdujące się na pokładzie torpedy, został skierowany do Sewastopola, gdzie miał zostać zaopatrzony w nowe torpedy, prowiant i paliwo. W czasie marszu do Sewastopola, o godzinie 4.51 został zaatakowany przez dwa samoloty, które zrzuciły po sześć bomb lotniczych. Okręt nie odniósł żadnych uszkodzeń. Wieczorem, 29 czerwca U-18 wszedł do Sewastopola. Po pobraniu zaopatrzenia, wyszedł z portu 3 lipca i skierował się ponownie ku wschodniemu wybrzeżu Morza Czarnego, pomiędzy Tuapse a Gelendżyk.
17 lipca, o godzinie 19.36, w kwadracie CL 9329 zaatakował dwiema torpedami radziecki parowiec rozpoznany jako „Voroshilov”. W KTB zapisano zatopienie. W rzeczywistości U-18 wykonał atak na statek „Traktorist”, a torpedy chybiły celu (Voroshilov w chwili ataku znajdował się w remoncie w stoczni w Suchumi po tym, jak został uszkodzony bombami lotniczymi niedaleko Ozerejki). Dowódca podjął decyzję o powrocie do Konstancy.
18 lipca, o godzinie 22.53, w kwadracie CL 6483, dostrzeżono i zaatakowano salwą trzech torped radziecki okręt podwodny. Był to M-111 – okręt typu Malutka – wracający do Oczamczyry z patrolu pod Teodozją. Wszystkie torpedy chybiły celu, a M-111 popłynął dalej nieświadomy ataku. U-18 został skierowany do Teodozji w celu pobrania paliwa, dokąd przybył 19 lipca rano. 20 lipca U-18 opuścił Teodozję i rozpoczął powrót do Konstancy, dokąd dotarł 22 lipca.
W trakcie miesięcznego pobytu w Konstancy, na U-18 (podobnie jak na pozostałych pięciu czarnomorskich U-Bootach) dobudowano platformę w tylnej części pomostu (tzw. Wintergarten), na której zainstalowano dodatkowy karabin MG C/30. Jednocześnie zdemontowano wodoszczelny pojemnik na karabin maszynowy MG C/30 znajdujący się na pokładzie przed kioskiem, w jego miejsce instalując karabin MG C/30 na lawecie LC 30/37.
- Patrol 9 (21.08.1943 – 24.09.1943)

Na trzeci, czarnomorski patrol, U-18 wyszedł 21 sierpnia 1943 roku. Ponownie został skierowany ku wschodniemu wybrzeżu Morza Czarnego, w rejon pomiędzy Adler a Poti.
25 sierpnia, podczas przechodzenia przez zatokę Kodori (kwadrat CL 9636), U-18 został ostrzelany przez artylerię nabrzeżną.
27 sierpnia, o godzinie 2.35 doszło do spotkania z U-23 w kwadracie CL 9480.
29 sierpnia, o godzinie 21.51 w kwadracie CL 9664 dostrzeżono i zaatakowano pojedynczą torpedą radziecki trawler TSC-11 „Dzhalita”. Trafiony torpedą okręt zatonął, zginęło 15 członków z 38 osobowej załogi.
30 sierpnia, o godzinie 19.32, w kwadracie CS 1642 dostrzeżono radziecki patrolowiec SKA-0132 (typ MO), który ostrzelano z karabinu maszynowego. Ostrzał został przerwany po tym, jak miejsce walki zostało oświetlone reflektorami z brzegu.
Na początku września U-18 otrzymał rozkaz udania się do Teodozji, dokąd dotarł 15 września. Tam wysadzono chorego członka załogi oraz pobrano zaopatrzenie (paliwo i prowiant). Okręt wyszedł z portu 16 września po czym ponownie skierował się w rejon Adler.
18 września, o 5.39 w kwadracie CL 6653 wystrzelono dwie torpedy w kierunku radzieckiego holownika „Adjarets” – obydwie torpedy chybiły.
21 września, o godzinie 9.03, w kwadracie CL 9175, U-18 natknął się na niewielki konwój składający się z dwóch frachtowców oraz sześciu małych eskortowców. Wystrzelone dwie torpedy chybiły celu. U-18 został zaatakowany przy użyciu artylerii, a także zrzucono 14 bomb głębinowych, które spowodowały niewielkie uszkodzenia.
Wieczorem, o godzinie 22.48, w kwadracie CL 9415 postawiono jedną minę typu EMS (Einheitsmine Sehrohr Treibmine) i rozpoczęto powrót do Konstancy, do której okręt dotarł 24 września.
- Patrol 10 (27.10.1943 – 24.11.1943)

Czwarty patrol czarnomorski rozpoczął się 27 października 1943 roku. Tym razem okręt został wysłany w rejon pomiędzy Batumi a Tuapse. Po drodze do rejonu operacyjnego U-18 zawinął 30 października do Teodozji w celu uzupełnienia paliwa. Podczas pobytu w porcie brał udział w odparciu nalotu lotniczego wystrzeliwszy ze swojego karabinu maszynowego około 150 pocisków kalibru 20 mm. Okręt wyszedł z Teodozji tego samego dnia.
1 listopada, o godzinie 4.00, w kwadracie CL 6697 nastąpiło spotkanie z U-9, na którego pokład przekazano aktualne szyfry radiowe.
8 listopada, o godzinie 11.16, w kwadracie CS 1743, wystrzelono dwie torpedy w nierozpoznany frachtowiec. Według KTB statek został zatopiony, jednak powojenne analizy tego nie potwierdzają.
18 listopada, o godzinie 17.11, w kwadracie CL 9176 wystrzelono dwie torpedy w kierunku radzieckiego tankowca Josif Stalin. Torpedy trafiły, a załoga U-18 zgłosiła zatopienie tankowca. W rzeczywistości załodze tankowca udało się doprowadzić statek do Tuapse, ale z powodu zwiększającego się zanurzenia, nie było możliwe wejście do portu. Dlatego 20 listopada statek został przeholowany do Batumi, gdzie został wyremontowany i przywrócony żegludze.
20 listopada, około południa, U-18 zbliżył się w zanurzeniu na odległość 1,5 mili morskiej do portu Tuapse, gdzie zaobserwował cztery małe frachtowce, jeden tankowiec. Przelatujący samolot zaalarmował ścigacze, które atakowały okręt zrzucając łącznie 52 bomby głębinowe, które spowodowały uszkodzenia (sterburtowy silnik elektryczny, bakburtowy silnik spalinowy, żyrokompas, odbiornik radiowy, echosonda, główne sprzęgło sterburtowe, potłuczone żarówki, bezpieczniki oraz szklane wskaźniki stanu wody). W tej sytuacji dowódca podjął decyzję o powrocie – 24 listopada U-18 wszedł do Konstancy.
27 listopada U-18 udał się do stoczni w Galați, gdzie przechodził remont, w trakcie którego między innymi wzmocniono artylerię przeciwlotniczą okrętu – w miejsce pojedynczego karabinu na platformie pomostu, zamontowano karabin podwójnie sprzężony. 10 stycznia 1944 roku okręt powrócił do Konstancy.
- Patrol 11 (29.01.1944 – 29.02.1944)

Na piąty patrol czarnomorski U-18 wyruszył 29 stycznia 1944 roku. Tym razem przydzielono mu rejon operacyjny pomiędzy Tuapse a Soczi. 8 lutego, o godzinie 14.06, w kwadracie CL 9140 zmuszony do zanurzenia przez samolot, o godzinie 14.55 obrzucony 7 bombami głębinowymi. Z powodu braku celów U-18 przemieścił się na południowy wschód – w okolice Batumi. 16 lutego o godzinie 18.18, wszedł na redę portu w Batumi i wystrzelił trzy torpedy w kierunku zacumowanych statków – zaobserwowano trafienia. Następnie U-18 rozpoczął powrót. 26 lutego okręt zawinął do Sewastopola w celu uzupełnienia paliwa. Wypłynąwszy stamtąd 27 lutego, do Konstancy dotarł 29 lutego.
- Patrol 12 (25.03.1944 – 27.04.1944)

Szósty patrol czarnomorski rozpoczął się 25 marca 1944 roku. Docelowym rejonem operacyjnym był obszar pomiędzy Tuapse a Gelendżyk. 7 kwietnia, o godzinie 22.28, w kwadracie CL 8587 ostrzelano z broni maszynowej radziecki patrolowiec „Rion” W 187.4, który uchodzi uszkodzony.
22 kwietnia, o godzinie 7.45, w kwadracie CL 9419, wystrzelono dwie niecelne torpedy w dwie lichtugi na redzie portu Adler.
24 kwietnia, o godzinie 10.53, w kwadracie CL 8556, wystrzelono trzy torpedy w kierunku kabotażowca oraz dwóch lichtug. Na podstawie usłyszanych trzech detonacji torped stwierdzono trafienia.
25 kwietnia, o godzinie 12.09, w kwadracie CL 6719 dostrzeżono radziecki okręt podwodny – najprawdopodobniej powracający z rejonu Tarkhankut do Oczamczyry M-35. U-18 próbował przeprowadzić atak w zanurzeniu, jednak nie udało mu się wyjść na odpowiednią pozycję. Po kilkunastu minutach U-18 się wynurzył, po czym doszło do pomyłkowego ostrzału z broni pokładowej przez niemiecką łódź latającą typu BV-138, która wykonała pięć nalotów. Powodem było godło okrętu – czerwona gwiazda bolszewicka przebita torpedą, którą niemieccy lotnicy wzięli za symbol radzieckiego okrętu.
27 kwietnia okręt wszedł do Konstancy.
W dniu 2 maja, tymczasowe dowództwo nad okrętem przejął Oblt. Hans-Jürgen Bartsch, który przybył do Konstancy po ukończeniu kursu na dowódców. 26 maja Oblt. Bartsch objął samodzielne dowództwo na U-17, natomiast jego miejsce zajął Oblt. Rudolf Arendt – dotychczasowy Pierwszy Oficer na U-18.
- Patrol 13 (25.05.1944 – 7.06.1944)

25 maja 1944 roku, U-18 wypłynął na kolejny patrol, ponownie pomiędzy Tuapse a Gelendżyk.
29 maja w kwadracie CL 6660 okręt zbliżył się do wybrzeża na odległość 2 mil, nie obserwując żadnego ruchu statków.
31 maja, o godzinie 8.29, w kwadracie CL 66 zaatakowano pojedynczą torpedą holownik. Usłyszano eksplozję torpedy, po chwili przez peryskop stwierdzono, że holownik osiadł na dziobie, za nim ciągnie się natomiast chmura dymu. Po chwili nad statkiem pojawiły się dwie łodzie latające – U-18 zanurzył się głębiej. W czasie nasłuchu hydroakustycznego usłyszano eksplozję kotła – na tej podstawie zgłoszono zatopienie. Kilka godzin później, o godzinie 13.36 wystrzelono niecelną torpedę w kolejny holownik. Do godziny 13.45 – naliczono eksplozje 107 bomb głębinowych w dużej odległości od okrętu.
1 czerwca, o godzinie 14.34, w kwadracie CL 66 wystrzelono torpedę akustyczną w uzbrojony trawler – zgłoszono zatopienie.
4 czerwca, o godzinie 8.26, w kwadracie CL66 wystrzelono torpedę akustyczną w uzbrojony trawler – usłyszano eksplozję, zatopienia nie stwierdzono. Tego samego dnia, o godzinie 15.06 wystrzelono torpedę która chybiła w niewielki parowiec.
5 czerwca, w trakcie przestrzeliwania karabinu maszynowego doszło do rozerwania lufy – dwóch członków załogi zostało lekko rannych.
6 czerwca, o godzinie 12.05 z karabinu maszynowego zatopiono dryfujący ponton, natomiast o godzinie 21.30 doszło do spotkania z U-23.
7 czerwca okręt powrócił do Konstancy. Tego dnia obowiązki dowódcy przestał pełnić Oblt. Rudolf Arendt, który objął dowództwo na U-23. Natomiast na U-18 powrócił Oblt. Karl Fleige.
- Patrol 14 (24.07.1944 – 16.08.1944)

24 lipca 1944 roku, U-18 wyruszył na swój ostatni czarnomorski patrol – w rejon pomiędzy Tuapse a Poti.
2 sierpnia, w kwadracie CS 1647 zaatakowano nierozpoznany, pojedynczy frachtowiec
11 sierpnia, w kwadracie CS 1646 bezskutecznie zaatakowano frachtowiec CV Chkalov, natomiast 13 sierpnia, w kwadracie CS 1716 wystrzelono torpedę akustyczną w kierunku radzieckiej kanonierki.
16 sierpnia U-18 powrócił do Konstancy.
20 sierpnia stojący przy nabrzeżu okręt został ciężko uszkodzony w wyniku radzieckiego nalotu na bazę morską w Konstancy.
25 sierpnia, gdy Rumunia wypowiedziała Rzeszy wojnę, wobec ewakuacji portu, niezdolny do wyjścia w morze U-18 wraz z bliźniaczym U-24 udał się na południe od Konstancy, gdzie został samozatopiony (pozycja 44°12′N i 28°41′E). Ekipa minerska, rekrutująca się spośród członków załogi U-Boota, pod komendą oficera mechanika, Lt.Ing. Gerharda Aufschlagera i Drugiego Oficera Wachtowego, Lt. Brara Johannesena, przejęta została przez jeden z towarzyszących kutrów trałowych (R 163) i wysadzona na ląd w bułgarskiej Warnie.
Pod koniec roku 1944 wrak został podniesiony z dna przez radzieckie ekipy ratownictwa morskiego (EPRON) i przeholowany do Sewastopola. Z powodu nieopłacalności remontu, w dniu 26 maja 1947 zatopiony torpedą przez okręt podwodny M-120 na południowy zachód od Sewastopola, na pozycji 44°20′N 33°20′E.

## Dowódcy
- Kptlt. Hans Pauckstadt – 04.01.1936 – 20.11.1936
- Kptlt. Heinz Beduhn – 30.09.1937 – 31.10.1937[1]
- Kptlt. Max-Hermann Bauer – 01.11.1937 – 30.11.1939[17]
- Oblt. Ernst Mengersen (odznaczony Krzyżem Rycerskim) – 01.12.1939 – 02.09.1940
- Kptlt. Hans-Heinz Linder – 03.09.1940 – 17.12.1940
- Kptlt. Ernst Vogelsang – 18.12.1940 – 06.05.1941[12]
- Oblt. Hans-Achim von Rosenberg-Gruszcynski – 07.05.1941 – 31.05.1942
- Oblt. Friedrich-Wilhelm Wissmann – 01.06.1942 – 18.08.1942
- Oblt. Karl Fleige (odznaczony Krzyżem Rycerskim) – 06.05.1943 – 25.05.1944[18]
- Oblt. Hans-Jürgen Bartsch – 02.05.1944 – 25.05.1944[16]
- Oblt. Rudolf Arendt – 25.05.1944 – 07.06.1944
- Oblt. Karl Fleige (odznaczony Krzyżem Rycerskim) – 08.06.1944 – 25.08.1944